# 刺臭椿
刺臭椿（学名：Ailanthus vilmoriniana）为苦木科臭椿属下的一个种。

## 扩展阅读
維基物種上的相關：刺臭椿